# Unia Art Residence
 Unia Art Residence – luksusowy apartamentowiec w Lublinie o wysokości 55 m (15 kondygnacji naziemnych). Oddany do użytku w 2020 roku. Jeden z najbardziej prestiżowych obok Metropolitan Parku budynków w mieście. Znajduje się w dzielnicy Śródmieście, przy Alejach Racławickich 10.

## Historia
Według Jerzego Korszenia, głównego architekta budynku, inspiracją dla grupy projektowej budynku była architektura włoskojęzycznej Szwajcarii. Zgodnie z informacjami podanymi przez dewelopera nazwa Unia została zaczerpnięta ze skojarzenia Lublina z unią realną z Wielkim Księstwem Litewskim, która została podpisana tu 1 lipca 1569 r. Z kolei człon Art Residence pochodzi od luksusowego i artystycznego wykonania budynku.
Prace budowlane rozpoczęły się w II połowie 2017 roku i trwały do początku 2020 roku. 16 czerwca 2019 r. w nocy na najwyższych kondygnacjach oraz na dachu budynku wybuchł pożar. Jego gaszenie trwało ok. dwóch godzin i brało w nim udział 12 zastępów straży (46 strażaków). Według ustaleń policji było to podpalenie. Ogień nie naruszył elementów konstrukcyjnych budynku.

## Budynek
Jest to budynek 15-kondygnacyjny z 4 poziomami parkingu podziemnego. Powierzchnie dostępnych apartamentów wahają się od 23 do 125 m². Bryła budynku jest prosta i zdominowana przez przeszklenia. Z budynku rozciąga się widok na Stare Miasto i CSK. W budynku znajduje się całodobowa recepcja z ochroną i concierge, jacuzzi, sauna, basen oraz siłownia. Dostęp na wyższe kondygnacje oraz do parkingu podziemnego zapewniają windy panoramiczne, umieszczone w miejscu podziału bryły budynku. Wysokość kondygnacji sięga do 3 m.

## Otoczenie
Budynek znajduje się w odległości do 200 m od CSK, Hotelu Mercure Lublin Centrum oraz Domu Technika. Sama bryła budynku zamyka oś widokową Krakowskiego Przedmieścia. Obiekt ze względu na umiejscowienie przy Alejach Racławickich jest dobrze skomunikowany.